# Hugo Chávez
Hugo Rafael Chávez Frías (IPA: ['uɰo rafa'el 'tʃaβes 'fɾias]), venezuelski politik, * 28. julij 1954, † 5. marec 2013.
Bil je 45. predsednik Venezuele.
Kot voditelj »Bolivarske revolucije« je Chávez promoviral svojo vizijo demokratičnega socializma, latinskoameriško povezovanje in protiimperializem. Bil je tudi hud kritik neoliberalne globalizacije in zunanje politike Združenih držav Amerike.
Kot vojaški častnik je Chávez po spodletelem državnem udaru proti bivšemu predsedniku Carlosu Pérezu leta 1992 ustanovil levičarsko Gibanje za peto republiko in bil leta 1998 z obljubami o pomoči revni večini Venezuelčanov izvoljen za predsednika Venezuele, nato pa ponovno leta 2000 in 2006. V domovini je organiziral Bolivarske misijone, katerih cilji so boj proti boleznim, nepismenosti, nedohranjenosti, revščini in drugi družbeni problematiki; v tujini pa se je s podpiranjem alternativnih modelov ekonomskega razvoja boril proti washingtonskemu konsenzu in si prizadeval za sodelovanje med revnimi narodi sveta, s posebnim poudarkom na Latinski Ameriki.
Chávezove reforme so v Venezueli in na tujem skrajno sporne in jih nekateri silovito hvalijo, spet drugi pa neusmiljeno kritizirajo. Venezuelčani so razdeljeni med tiste, ki pravijo, da je okrepil revne in spodbudil gospodarsko rast, in one, ki ga imajo za avtokrata in krivca za gospodarski neuspeh. Nekatere tuje vlade so ga dojemale predvsem kot grožnjo svetovnim cenam nafte in regionalni stabilnosti, drugi pa cenijo njegovo obojestransko trgovino in dogovore o medsebojni pomoči. Chavéz vsekakor ostaja med najbolj zapletenimi, spornimi in zanimivimi osebami sodobnega političnega dogajanja. Maja 2006 ga je revija Time uvrstila med 100 najvplivnejših danes živečih ljudi.
3. decembra 2006 je Chávez znova kandidiral na predsedniških volitvah; njegov najmočnejši nasprotnik je bil Manuel Rosales. Po preliminarnih poročilih Volilnega narodnega sveta (CNE) je prejel 61,3% glasov. Na položaju je tako ostal do svoje smrti marca 2013.